# Pilareta
Pilareta (en serbe cyrillique : Пиларета) est un village de Serbie situé sur le territoire de la Ville de Novi Pazar, district de Raška. Au recensement de 2011, il comptait 6 habitants.

## Démographie
| 1948 | 1953 | 1961 | 1971 | 1981 | 1991 | 2002 | 2011 |
| ---- | ---- | ---- | ---- | ---- | ---- | ---- | ---- |
| 71   | 78   | 96   | 79   | 56   | 41   | 26   | 6    |

|  |